# Paul Boersma (politicus)
Jacob Paul Boersma (Arnhem, 11 augustus 1929 – 24 januari 1990) was een Nederlands politicus van de PvdA.
Hij is aan de Rijksuniversiteit Leiden afgestudeerd in de rechten en was daarna werkzaam bij handelsondernemingen. In 1955 werd hij directiesecretaris bij het Groningse Provinciaal Electriciteitsbedrijf (PEB). Daarnaast was hij vanaf 1958 lid van de gemeenteraad van Groningen. Boersma werd in 1963 burgemeester van Wedde en vanaf 1966 was hij burgemeester van de Zeeuwse gemeente Brouwershaven. Daarnaast was hij vanaf 1970 lid van de Provinciale Staten van Zeeland. Begin 1971 gaf hij het burgemeesterschap op om lid te worden van de Gedeputeerde Staten van Zeeland welke functie hij zestien jaar vervulde. Boersma was Eerste Kamerlid vanaf midden 1987 tot hij in 1990 op 60-jarige leeftijd overleed.